# Heitor Canalli
Heitor Canalli (* 31. März 1910 in Juiz de Fora; † 21. Juli 1990 ebenda) war ein brasilianischer Fußballspieler.

## Laufbahn
Canalli spielte in seiner Karriere überwiegend für den Botafogo FR aus Rio de Janeiro. 1933/34 stand er beim FC Turin in der italienischen Serie A unter Vertrag.
Seinen ersten Auftritt bei der Nationalmannschaft Brasiliens hatte der Spieler bei der Copa Río Branco 1932. Weitere Einsätze bei dem Team waren die Fußball-Weltmeisterschaft 1934 in Italien sowie die anschließende Reise mit zahlreichen Freundschaftsspielen. Auch bei der Südamerikameisterschaft 1937 war er dabei. Hier war das 6:4 gegen Chile am 3. Januar 1937 sein letztes Spiel fürs Nationalteam. Insgesamt bestritt er 24 Spiele mit der Nationalmannschaft, davon allerdings nur vier bei offiziellen Länderspielen. Tore gelangen ihm bei keinem der Einsätze.

## Erfolge
Botafogo
- Staatsmeisterschaft von Rio de Janeiro: 1930, 1932, 1933, 1935

Nationalmannschaft
- Copa Río Branco: 1932